# Primeira Batalha de Ouessant
A Primeira Batalha de Ouessant, ou Primeira Batalha de Ushant (do nome inglês da ilha de Ouessant), foi um recontro naval que teve lugar a 27 de Julho de 1778, no contexto da Guerra da Independência Americana, entre uma esquadra francesa e uma britânica a cerca de 100 milhas náuticas a oeste de Ouessant, uma ilha bretã sita à entrada do Canal da Mancha no extremo noroeste da costa francesa.

## As outras batalhas de Ouessant
- Segunda Batalha - 1781
- Terceira batalha - 1794